# 제2차 이프르 전투
제2차 이프르 전투(Second Battle of Ypres)는 제1차 세계 대전 서부 전선에서 발생한 전투로 독일군이 독가스를 처음 쓴 것으로 유명하다. 또한 예전 식민지 부대(캐나다 제1사단)이 유럽에서 처음으로 유럽 열강(독일)을 이긴 전투다.

## 같이 보기
- 제1차 이프르 전투
- 파스샹달 전투